# Güevedoce

En République Dominicaine, les güevedoces (de espagnol : güevedoce, de l'espagnol dominicain espagnol : güevos a los doce, « testicules à douze ans ») sont des enfants présentant un trouble spécifique du développement sexuel. Les güevedoces sont considérées comme des filles à la naissance, mais vers l'âge de 12 ans, elles commencent à développer des organes génitaux masculins. Cela est dû à un déficit de la 5-alpha réductase de type 2, une enzyme impliquée dans le métabolisme de la testostérone en dihydrotestostérone,,,. Le même phénomène se produit aussi en Turquie ou encore en Papouasie-Nouvelle-Guinée, où il est appelé kwolu-aatmwol (littéralement « une chose féminine se transformant en chose masculine ») par le peuple Sambia. Anne Fausto-Sterling affirme que les güevedoces (ainsi que les personnes atteintes d'un déficit en 5α-réductase en Papouasie-Nouvelle-Guinée) « sont reconnus comme un troisième sexe » par leurs cultures, alors que les cultures « ne reconnaissent néanmoins que deux rôles de genre ».

## Premières recherches
Les premières investigations scientifiques sur les güevedoces ont eu lieu dans les années 1970, lorsque Julianne Imperato-McGinley, endocrinologue de l'Université Cornell, s'est rendue dans le village de Las Salinas en République dominicaine pour enquêter sur des informations faisant état d'enfants apparemment de sexe féminin devenant des enfants de sexe masculin au début de la puberté. La cause a été déterminée comme étant un déficit en 5α-Réductase et les résultats ont été publiés dans la revue Science en 1974. La fréquence de la carence s'est avérée inhabituellement élevée à Las Salinas, avec un taux d'occurrence de 1 güevedoce pour 90 hommes non affectés.
Après des années d’étude des güevedoces, le Dr Imperato-McGinley a découvert que dans la plupart des cas, ils manifestent leur identité avec leur sexe masculin et avec une orientation hétérosexuelle, en dépit d'avoir été élevé en tant que filles, et décide de garder les changements génitaux masculins.
La transformation d'une enfant phénotypiquement féminine en un adulte phénotypiquement masculin à la puberté, qui serait célébrée dans la culture dominicaine, est le résultat d'un mâle génotypique (avec chromosomes XY) né avec un déficit de l'enzyme 5α-réductase. La 5α-Réductase est responsable de la réduction de la testostérone en dihydrotestostérone. La dihydrotestostérone (DHT) est l'hormone responsable de la majorité du développement embryonnaire des caractéristiques sexuelles masculines primaires telles que la taille des organes génitaux. Cependant, la forme oxydée de l’hormone, la testostérone, favorise les caractères sexuels secondaires. Ainsi, un enfant XY sans 5α-réductase fonctionnelle ne peut pas convertir la testostérone en une forme qui développe des caractéristiques sexuelles primaires et aura l'apparence d'avoir des organes génitaux féminins. À la puberté, lorsque de grandes quantités de testostérone sont produites, des caractéristiques sexuelles secondaires (par exemple, une voix plus grave, des changements dans la structure des cheveux ou un anabolisme musculaire, etc.) se développent, produisant ainsi un mâle phénotypique.[réf. nécessaire]

## Statut dans la société
En République dominicaine, les guevedoces sont considérés comme un troisième sexe, connaissant une socialisation de genre ambivalente. À l’âge adulte, les guevedoces s’identifient le plus souvent comme des hommes, mais ne sont pas nécessairement complètement traités comme tels par la société.

## Voir également
- Système de genre
- Troisième genre
- Déficit en 5-alpha-Réductase